# Carcass
 Carcass  (česky mršina) je původně grindcorová, později melodic death metalová hudební skupina založená roku 1985 v anglickém městě Liverpoolu.
Prvotní sestavu vytvořili Bill Steer (kytara), Ken Owen (bicí), Jeffrey Walker (baskytara) a Sanjiv (zpěv). V roce 1987 opouští skupinu zpěvák Sanjiv a za mikrofon jde Jeff Walker. První album vyšlo roku 1988 a nese název Reek of Putrefaction.
V roce 1990 se ke skupině přidal kytarista Michael Amott (známý především jako kytarista skupiny Arch Enemy). O pět let později tedy roku 1995 se skupina rozpadla a v roce 2007 ohlásila svůj návrat.

## Historie

### Počátky (1985 – 1988)
Roku 1985 Bill Steer a Ken Owen založili skupinu s názvem Disattack, do které se později přidali i Jeffrey Walker a Sanjiv (Sanjiv je přezdívka, skutečné jméno není známé). Skupina nahrála v roce 1986 demo: A Bomb Drops. Poté se skupina přejmenovala na Carcass. V roce 1988 vyšlo další demo s názvem Flesh Ripping Sonic Torment a po něm opustil skupinu zpěvák Sanjiv.
První album Reek of Putrefaction se nahrálo během pouhých 4 dní a místo Sanjiva se mikrofonu chopil Bill Steer a Jeffrey Walker.

## Další údaje
Kytarista kapely Michael Amott založil roku 1996 skupinu Arch Enemy.
Carcass se rozpadli v roce 1995, roku 2007 ale Michael Amott potvrdil reunion; skupina zahrála v létě 2008 na několika festivalech, včetně Wacken Open Air v Německu a festivalu Brutal Assault v České republice.

## Diskografie
- Reek of Putrefaction (1988)
- Pathologic EP (1989)
- The Peel Sessions EP  (1989)
- Live At St. George's Hall EP (1990)
- Symphonies of Sickness (1989)
- Necroticism – Descanting the Insalubrious (1991)
- Tools of The Trade EP (1992)
- Heartwork (1993)
- The Heartwork EP (1994)
- Swansong (1996)
- Surgical Steel (2013)
- Surgical Remission/Surplus Steel EP (2014)
- Despicable (2020)